# Olios faesi
Olios faesi là một loài nhện trong họ Sparassidae.
Loài này thuộc chi Olios. Olios faesi được Roger de Lessert miêu tả năm 1933.